# Менмортаблі
Менмортаблі (фр. mainmortables, від main morte — мертва рука) — категорія феодально-залежних селян у Франції 14 — 18 ст., переважно на сході країни (в Бургундії, Шампані, Оверні та ін.)
Складаючи частину сервів, менмортаблі відрізнялися найбільшим ступенем особистої несвободи (обмеження власницьких прав, свободи шлюбу, права виступати в суді; сплата довільної тальї тощо). При відсутності спадкоємців чоловічої статі частина рухомого майна та земельне утримання менмортаблей після їх смерті переходили до сеньйора (право мертвої руки). Залежність менмортаблей зберігалася до тих пір, поки вони володіли своїми земельними ділянками; відмовившись від них, менмортаблі набували свободу.